# Anne Oppenhagen Pagh
Anne Oppenhagen Pagh (* 25. April 1974 in Kopenhagen) ist eine dänische Schauspielerin.

## Leben
Anne Oppenhagen Pagh ist die Tochter der Schauspielerin Sonja Oppenhagen und des Schauspielers und Filmproduzenten Klaus Pagh. Sie hat aus der späteren Ehe ihres Vaters einen jüngeren Halbbruder.
Sie absolvierte ihre Schauspielausbildung von 1996 bis 1999 an der Staatlichen Theaterschule in Kopenhagen. Ihr Bühnendebüt als Darstellerin hatte sie am Aarhus Teater. Von 2000 bis 2012 war sie als Schauspielerin in der Filmbranche und am Theater aktiv. Zudem ist sie als Synchronsprecherin für Animationsfilme und Zeichentrickfilme tätig.
Später absolvierte sie ein Psychologiestudium. Seitdem ist sie als Psychologin tätig und hat eine eigene Praxis in Gentofte. Sie ist verheiratet und hat zwei Töchter.

## Filmografie
- 2000: Skjulte spor (Fernsehserie)
- 2001: Et rigtigt menneske
- 2003: Afgrunden
- 2003: Kaerlighed Ved Forste Hik 3 – Anja efter Viktor
- 2006: Lotto
- 2006: Das Genie und der Wahnsinn
- 2010: Protectors – Auf Leben und Tod (Fernsehserie)
- 2012: Love Is All You Need